# フィタリエンブリューダー
フィタリエンブリューダー 、ヴィターリエンブリューダー(ドイツ語: Vitalienbrüder [viˈtaːli̯ənbryːdɐ]、「食糧兄弟団」の意) は、14世紀の北海やバルト海で活躍した私掠船、後には海賊たちの集団、ギルド。

## 歴史

### メクレンブルクの傭兵
14世紀、デンマークの支配者マルグレーテ1世は、スカンディナヴィア半島における覇権をめぐってメクレンブルク家のアルブレクトと争っていた。アルブレクトは1364年にスウェーデン王、1383年にメクレンブルク公に即位していた。彼は1389年にマルグレーテ1世に敗れて息子エーリヒ1世と共に捕らえられ、スウェーデン王位を奪われた。しかし1392年に彼は巻き返しを図り、デンマークと戦うべく、後にフィタリエンブリューダーとして知られるようになる者たちを雇い入れた。マルグレーテ1世の軍がストックホルムを包囲すると、フィタリエンブリューダーの封鎖突破船が海戦の末に海上包囲を破り、ストックホルムへの補給線を確保した。ヴィタリエン（Vitalien）の語源は、ラテン語の"victualia"すなわち「食糧」である。彼らの名は、この歴史上最初の任務となったストックホルムへの補給作戦に由来している。

### 私掠船団から海賊へ
フィタリエンブリューダーの組織は、フラタニティあるいはギルドの形態をとっていた。1392年の時点で、彼らにとっての最大のライバルは、ハンザ同盟都市でデンマークを支援していたリューベックだった。一方でハンザ同盟の他の大部分の諸都市は、海上交通の要衝を支配するデンマークが勝利することを望んでいなかったため、当初フィタリエンブリューダーを支援していた。1392年から数年のうちに、フィタリエンブリューダーはバルト海における一大勢力に成長した。ロストック、リーブニッツ、ヴィスマール、シュトラールズントなどの都市は、彼らに避難港を提供した。しかし間もなく、フィタリエンブリューダーは公然と海賊行為を働くようになり、沿岸地域を襲撃した。1393年にはベルゲンを初めて略奪し、1394年にはマルメを征服した。またフィタリエンブリューダーは、フリースラントやシュレースヴィヒの一部を制圧した。さらに彼らは、トゥルク、ヴィボルグ、ステューレホルム、コルソルム、ヘルシングランド地方セーデルハムンのFaxeholm城を略奪した。
フィタリエンブリューダーはこの1394年にスウェーデン領ゴットランドを征服しヴィスビューに本拠地を築いて、絶頂期を迎えた。さらにその後、彼らはフィンランドのトゥルク諸島まで遠征した。トゥルク城主クヌート・ボッソン(在位:1395年-1398年)はメクレンブルクのアルブレクトと同盟していたため、フィタリエンブリューダーが彼の管轄地域で活動するのを許したばかりか、略奪を助けさえした。バルト海交易やニシン漁産業は、彼らの活動によって事実上崩壊した。マルグレーテ1世はイングランド王リチャード2世に助けを乞い、海賊と戦うよう求めすらした。しかし1395年以降、マルグレーテ1世は政治的に優位に立ち始めた。彼女はデンマーク、スウェーデン、ノルウェーの3王国を連合させてカルマル同盟を結成した。この巨大勢力の出現を前にして、ハンザ同盟はマルグレーテ1世に協力せざるを得なくなり、これが彼ら自身の没落の予兆ともなった。一方で、アルブレクトはゴットランドを誓約地（レーエンに近い扱い）とすることをドイツ騎士団に認め、同盟を結んだ。1398年、総長コンラート・フォン・ユンキンゲン率いるドイツ騎士団がゴットランドに侵攻、征服した。ヴィスビューは破壊され、フィタリエンブリューダーは島を追い出された。

## その後のフィタリエンブリューダーとリケデーラー

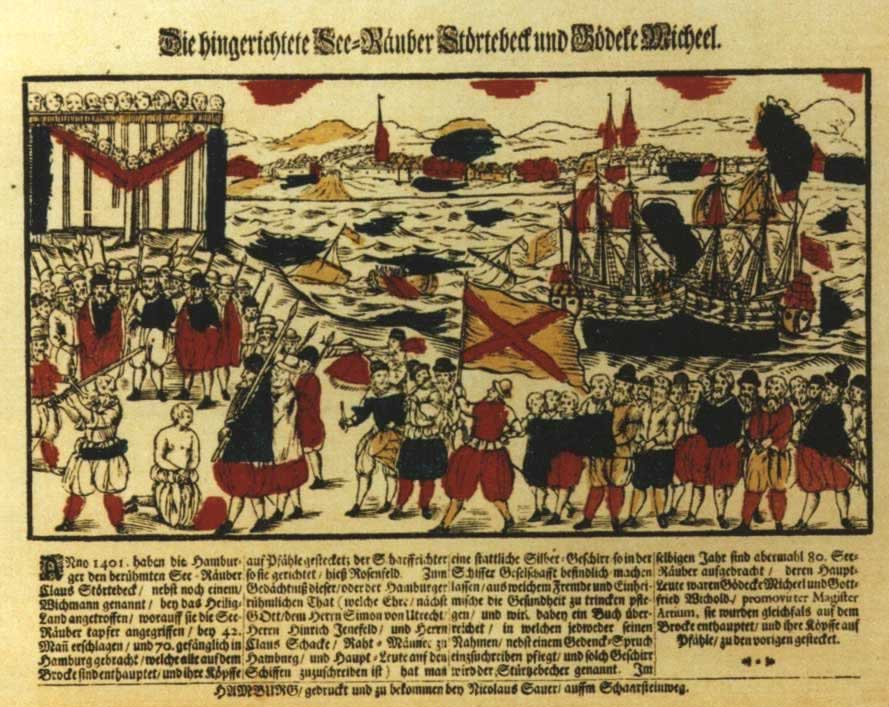
1401年のシュテルテベーカーの処刑。1701年のニコラウス・サウアーの濃淡木版画 (Hamburger Staatsarchiv)

フィタリエンブリューダーが敗れてゴットランドを出て行った後、ハンザ同盟は何度もバルト海の海上覇権を握ろうとしたが、失敗した。というのも、まだフィタリエンブリューダーの残党が各海域に残っていたからである。彼らはボスニア湾、フィンランド湾、ゴットランドを追われると、エムス川河口のシュライ湾やフリースラントの各地に拠点を移した。フィタリエンブリューダーの後継者たちは、リケデーラー（ドイツ語: Likedeeler、「平等な分配者」の意）を名乗った。彼らは戦利品を沿岸地域の貧者に分け与えたのである。リケデーラーは北海や大西洋沿岸にまで活動範囲を広げ、ブラバントやフランス、さらにはスペインまで南下して沿岸を襲撃した。
フィタリエンブリューダーあるいはリケデーラーの指導者としては、クラウス・シュテルテベーカーが名高い。彼は1394年ごろにフィタリエンブリューダーとして歴史上に現れる。シュテルテベーカー（Störtebeker）は低地ドイツ語で「ビーカー一杯を飲み干す者」を意味する。この名は、彼がビーカー（壺）を口から離さず4リットルものビールを飲みほしたという逸話に由来しているあだ名だとされている。ただ、この名は単にヴィスマール出身の生まれ持った姓である可能性もある。1401年、シモン・ファン・ユトレヒトと戦艦ブンテ・クー号率いるハンブルクの小艦隊が、ヘルゴラント島付近でシュテルテベーカー艦隊を捕捉した。3日間にわたる絶え間ない戦闘の末、シュテルテベーカーと彼の部下たちは敗れて捕らえられ、処刑された。
しかしその後も、リケデーラーの沿岸襲撃は続いた。シュテルテベーカーの処刑から実に28年後である1429年には、重要な貿易港であるベルゲンをフィタリエンブリューダーの一団が襲撃して略奪し、最終的に焼き払った。北海やバルト海の海上交易は、1440年ごろまでリケデーラーの脅威にさらされ続けた。